# ناحیه سیدی علی بن یوب
ناحیه سیدی علی بن یوب (به عربی: دائرة سیدی علی بن یوب) یک ناحیه در الجزایر است که در استان سیدی بلعباس واقع شده‌است.